# Нефтчі Арена
«Нафтчі Арена» (азерб. Neftçi arena) — футбольний стадіон, розташований в столиці Азербайджану, місті Баку. До січня 2013 року стадіон називався «8-й кілометр» (азерб. 8 km stadionu). Місткість — 11 тисяч глядачів.

## Історія
Відкриття стадіону відбулося 14 вересня 2012 року за участю президента країни Ільхама Алієва.
Свою першу гру на цьому стадіоні «Нефтчі» провів у 13-му турі чемпіонату країни сезону 2012—2013 проти команди «Сумгаїт» і виграв з рахунком 8–1.
На стадіоні відбулися 2 групові матчі, 2 чвертьфінали та півфінали чемпіонату світу з футболу 2012 серед дівчат до 17 років. Після завершення світової першості тут проводилися ігри Прем'єр-ліги Азербайджану. Також тут відбувся матч кваліфікаційного раунду Ліги чемпіонів УЄФА (17 липня 2013 року столичний «Нефтчі» приймав албанський «Скендербеу»).
7 червня 2013 року на стадіоні відбувся перший офіційний матч збірної Азербайджану. Команда грала відбірковий матч чемпіонату світу зі збірною Люксембургу.
У січні 2013 року згідно з 10 річним контрактом між АФФА та компанією Bakcell стадіон було перейменовано на «Баксель Арена». У 2023 році закінчився договір щодо назви арени.
У серпні 2023 року стадіон перейменований на «Нефтчі Арена».

## Опис

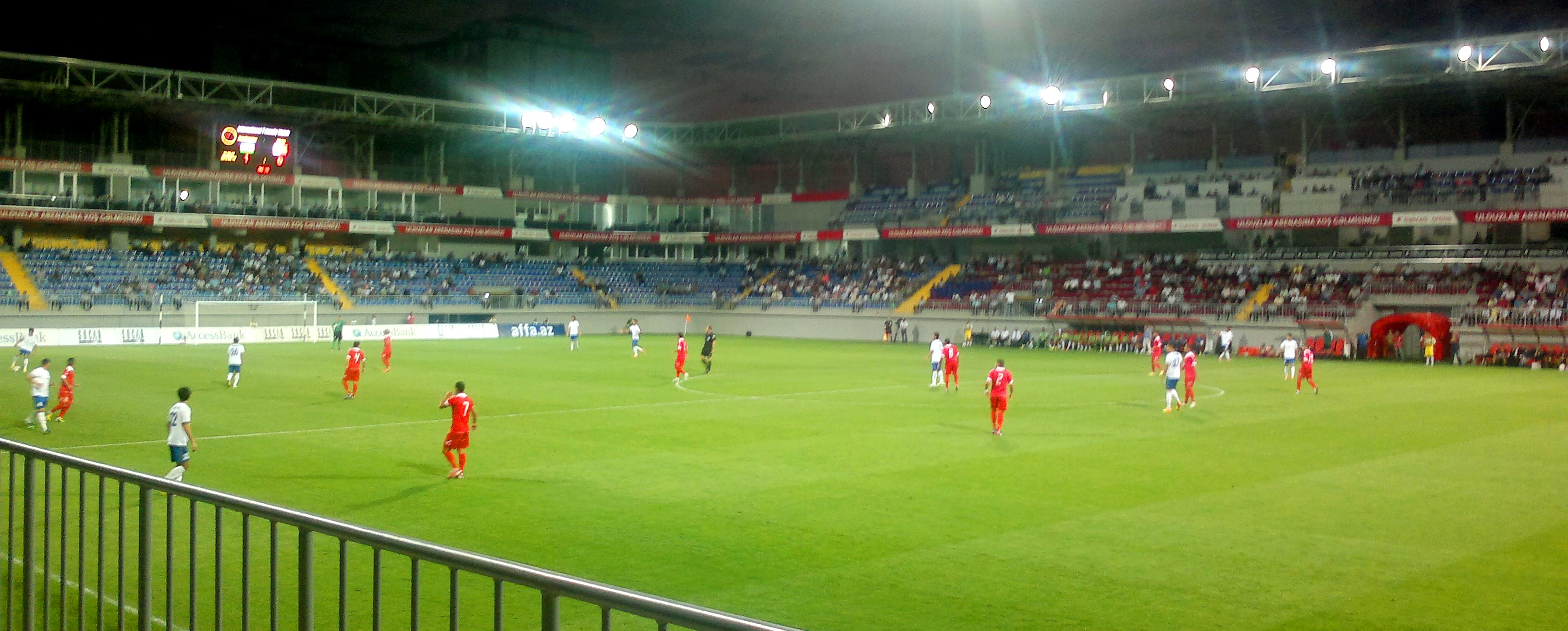
Товариський матч між збірними Азербайджану та Мальти на Баксель Арені. 14 серпня 2013

Стадіон на 11 тисяч глядацьких місць складається із трьох вхідних частин — загальний вхід, вхід для медіа та VIP персон, та п'яти секторів. На футбольний майданчик покладено привезене з-за кордону природне трав'яне покриття відповідно до стандартів ФІФА та встановлено спеціальну опалювальну систему. Для освітлення стадіону встановлено чотири прожектори та сучасна загальна система освітлення. Для закриття верхньої частини трибун використано спеціальну просторову конструкцію, на яку нанесено стійке до вогню та інших впливів спеціальне мембранне покриття.
На трибуні споруджено кімнату для сімейного перегляду та 17 VIP-кімнат скайбокс, установлено великий монітор, для представників медіа встановлено спеціальні лавки на 200 місць. У нижній частині трибуни споруджено чотири роздягальні для команд, кімнати та конференц-зали для медіафахівців ФІФА, кімнати для тренерів, суддів, лікарів, кімната допінг-контролю. Створено кімнату центрального управління, кімнату для контролю та спостереження за безпекою та коментаторську кімнату. У стадіону є стоянка на 300 автомобілів.